# Observatori McDonald
L'Observatori McDonald és un observatori astronòmic situat prop de la comunitat no incorporada de Fort Davis en Jeff Davis County, Texas, al sud dels Estats Units. La instal·lació està situada a la Muntanya Locke a les Muntanyes Davis de l'oest de Texas, amb instal·lacions addicionals a la Muntanya Fowlkes, aproximadament 1,3 quilòmetres al nord-est. El lloc és propietat de la Universitat de Texas a Austin.

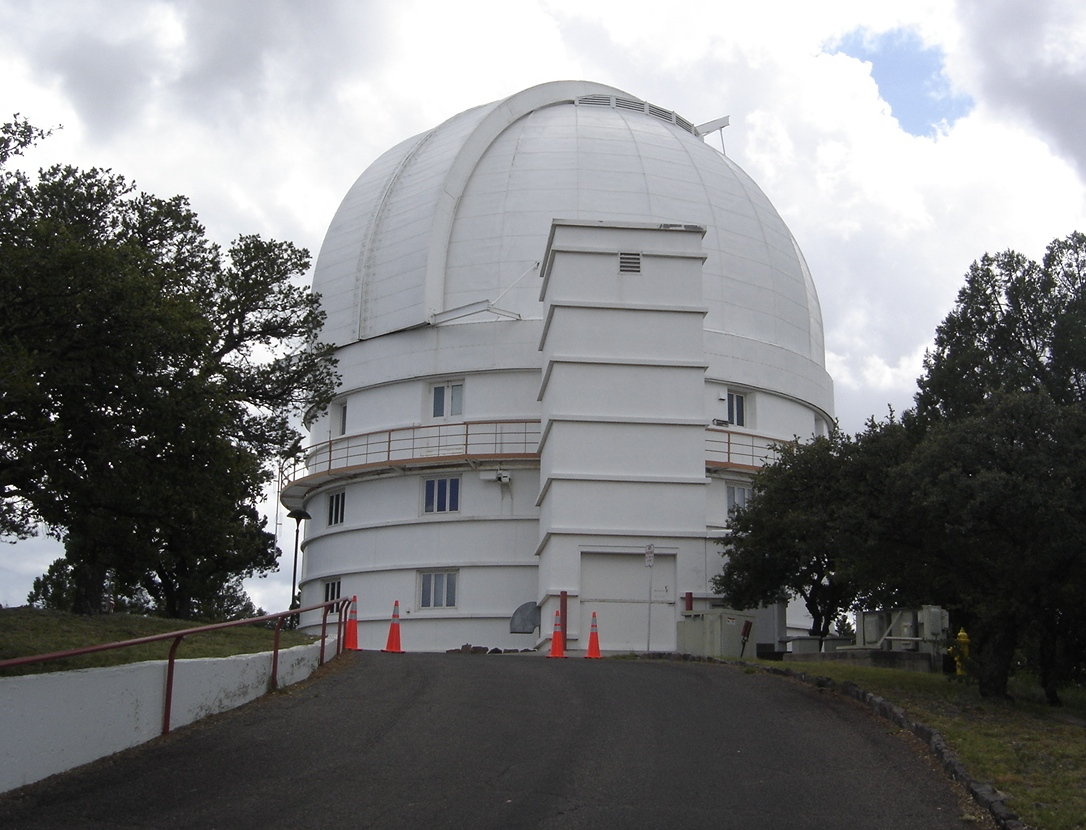
Cúpula del telescopi Otto Struve

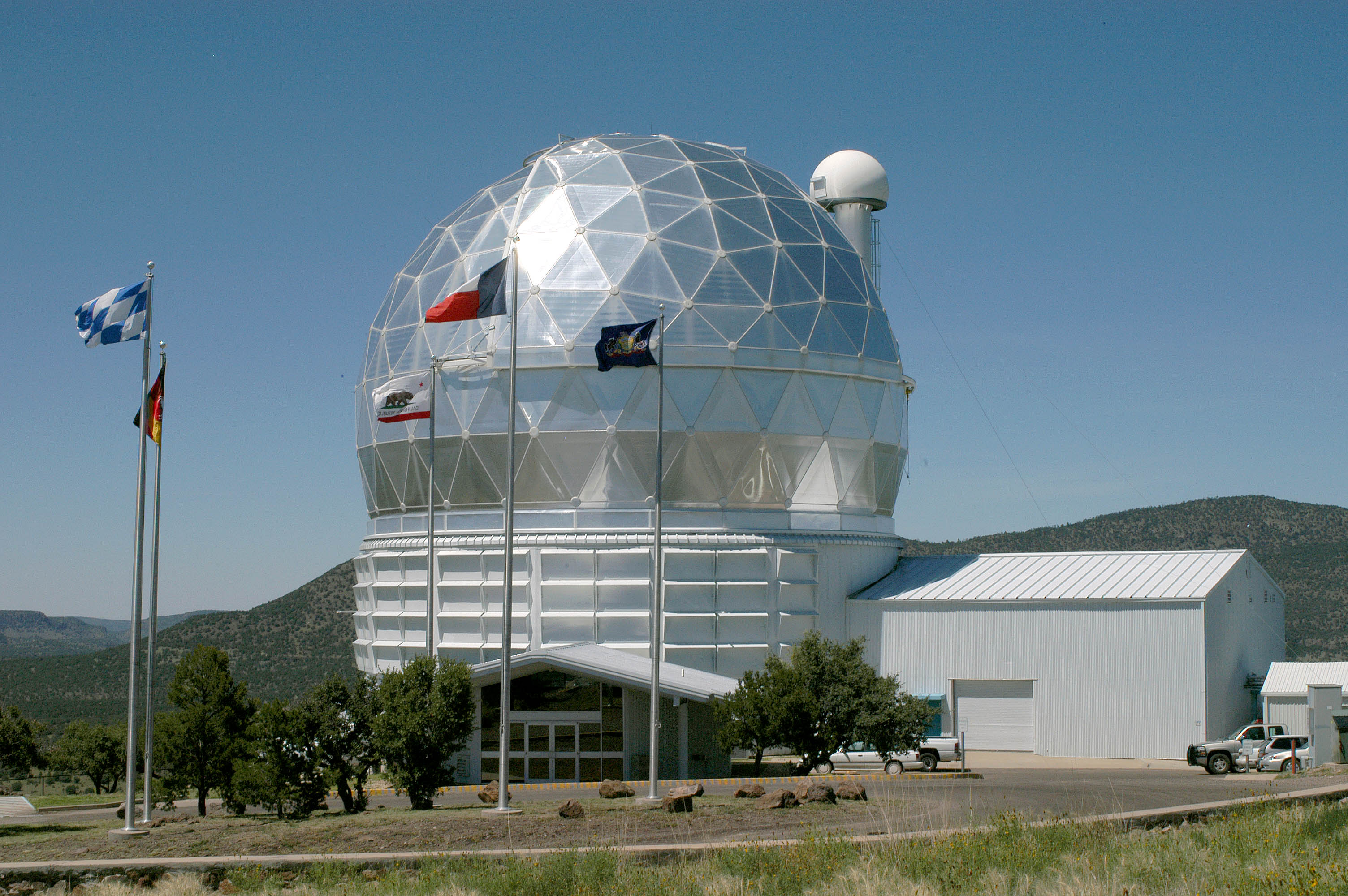
Cúpula del Telescopi Hobby-Eberly de 9,2 m de diàmetre. Allotja un dels majors telescopis òptics del món.

L'observatori produeix StarDate, un programa diari de ràdio sindicat que consisteix en segments curts relacionats amb l'astronomia que s'emet a molts afiliats Radio Pública Nacional. L'observatori també produeix un programa similar, Univers, en castellà.